# Монастир Святого Пантелеймона
40°14′13″ пн. ш. 24°12′07″ сх. д. / 40.23694° пн. ш. 24.20194° сх. д.
Монастир Святого Пантелеймона (грец. Μονή Αγίου Παντελεήμονος), або Россікон — раніше український, а тепер російський чоловічий православний монастир на Святій горі Афон, займає в святогірській ієрархії дев'ятнадцяте місце. Розташований на південно-західному узбережжі півострова Айон-Орос. Від монастиря Святого Пантелеймона до Карієса дві години ходу; до Ксенофонта — одна година, до Ксиропотому — три чверті години.
Традиційно монастир вважається «російським», хоча за етнічним складом ченців став цілком російським тільки в останній чверті 19 століття, коли перейшов під фактичний контроль Російської Церкви і російського уряду до початку Першої світової війни. Як і решта афонських монастирів, будучи патріаршою ставропігією, знаходиться в прямій канонічній юрисдикції Константинопольського Патріарха; його монахи, за чинною з 1924 року Статутною Хартією Святої Гори, зобов'язані приймати громадянство Грецької Республіки (надається автоматично під час вступу до монастиря).
Нині в обителі мешкають близько 50 ченців. Ігуменом монастиря є росіянин за походженням, архімандрит Євлогий (Іванов). За даними Бі-Бі-Сі, з 2005 року російські бізнесмени витратили більше 200 мільйонів доларів на збереження Пантелеймонового монастиря, відновлення доріг, будівництво каплиць, реконструкцію пошкоджених будівель. 

## Історія
Перше чернече поселення на Афоні — вихідців з Київської держави — існувало вже в 11 столітті і визнавалося як окремий монастир 1169 року. За часів нападу Золотої Орди в Україні більшість ченців були греками або сербами. Наприкінці 15-16 століть у монастирі жили переважно серби, це засвідчено документами листування адміністрації обителі з владою тодішньої Московії. Проте 1726 в ньому залишилося лише двоє московитів або українців і двоє болгарських ченців за ігумена болгарина. 1735 року монастир уже проголошено грецьким.
Близько 1770 грецькі ченці Пантелеймонова монастиря переселилися до прибережної келії на честь Воскресіння Христового, що належала монастирю і де на початку 19 століття монастир був заново відбудований господарем Валахії Скарлатом Каллімахом. При цьому старий монастир залишився діяти як скит.
Із припиненням турецької присутності та після відновлення нормального перебігу життя на Афоні 1830, після підписання Адріанопольський мирного договору, монастир не отримав своїх колишніх маєтків тому, що вони відійшли іншим монастирям за борги. Протат навіть хотів виключити обитель зі списку монастирів, але таке рішення було відхилено Вселенським Патріархом Костянтином I.
Російська присутність у монастирі розпочалась із прибуттям до нього в 1830-х ієромонаха Анікіти (князь Сергій Ширинський-Шихматов) та ієромонаха Ієроніма (купецький син Іван Соломенцев; † 1885). Ігуменом з 1821 року був грек Герасим, який благословив присутність вихідців з Російської імперії. Монастир користувався покровительством російської імператорської родини і в другій половині 19 століття розрісся і розбудувався.
Першим ігуменом з Російської імперії став в 1875 році архімандрит Макарій (Сушкін). Значне зростання кількості насельників з Росії викликало конфлікти. До кінця 19 століття монастир став найбільшим на Святій Горі за площею і чисельністю братії. До 1903 року налічувалося 1 446 ченців, а до 1913 — понад 2 000.
Російські насельники бажали офіційного визнання російської юрисдикції за монастирем, а також іншими російськими поселеннями на Афоні. На початку 20 століття російський Святійший Синод і уряд розглядали сам монастир і всіх насельників на Афоні як таких, що перебували в їхній юрисдикції. 
3 липня 1913 року 6-а рота Білостокського 50-го піхотного полку Російської армії захопила Пантелеймонівський монастир з метою ліквідування руху Ім'яслав'я на Афоні. Монахи були ув'язнені і відправлені у Російську імперію і у тому числі лідер ім'яслав'я ієромонах Антоний (Булатович).
У 1924 році практика розгляду монастирів Афону під іноземними юрисдикціями була прямо заборонена Статутом Святої Гори.
Хоча після Другої світової війни Московський Патріархат РПЦ і влада СРСР числили монастир Святого Пантелеймона серед обителей РПЦ, для того не було ніяких церковних або цивільно-правових підстав. Наприкінці 1980-х насельникам монастиря Вселенською Патріархією прямо вказано на неприпустимість згадування імені Московського Патріарха на богослужіннях.

## Храми та реліквії

### Католікон
Головний собор монастиря присвячений імені святого великомученика та цілителя Пантелеймона, чесна глава якого зберігається в обителі й становить безцінний скарб.
Крім того, в цьому храмі знаходяться й інші святині, серед яких частини Древа Хреста Господнього і святих мощей: святого Іоанна Предтечі і Хрестителя Господнього; глава святих преподобномученика Стефана Нового та преподобномучениці Параскеви; ребро святої великомучениці Марини, частки мощей святого Йосифа Обручника, апостола Фоми, преподобного Симеона Стовпника; святих мучеників Юрія Змієборця, Димитрія Солунського мироточивого, Іоакова Персіянина, Кірика, Трифона, Євстратія, Микити, Феодора Тирона, священномученика Харалампія. Тут же частина від каменя, відкоченого від гробу Господнього, з якого зроблений семисвічник.

### Другий собор
Другий собор освячений на честь Покрови Пресвятої Богородиці.
Серед святинь цього храму:
- кілька частин Животворящого Древа Хреста Господнього; частини святих мощей святого Іоанна Предтечі і Хрестителя Господня;
- апостолів: Петра, Андрія, і Матвія, Луки, Філліппа, Фоми, Варфоломія, Варнави, Іоакова Алфієвого, Тимофія, Прохора, і Тадея;
- святих Архідиякона первомученика Стефана, архідиякона Лаврентія; праведного Йосипа Обручника; Анни — матері Пресвятої Богородиці; Діонісія Ареопагіта; рівноапостольних Марії Магдалини, царів Костянтина і Олени;
- святителів: Василя Великого, Григорія Богослова, Івана Золотоустого, Афанасія Александрійского, Григорія Нісського, Кирила Єрусалимського, Амвросія Медіоланського, Іоанна Милостивого, Григорія Палами архієпископа Солунського, Феона митрополита Солунського, Григорія єпископа Великої Вірменії, Григорія Акрагантійского, Мефодія Патарського;
- патріархів Константинопольських: Тарасія, Мефодія, Павла і Нифонта; Модеста Єрусалимського; Амфілохія; Митрофана Воронезького, Тихона Задонського, Варсонофія і Гурія Казанських;
- святих священномучеників: Пантелеймона, Георгія, Дмитрія, Феодора Тирона, Якова Персяніна, Микити, Артемія, Прокопія;
- святих мучеників: Гордія, Каллініка, Келсія, Антонія, Анастасія, Поліевкта, Георгія нового, Агафангела, Трифона, Порфирія, Терентія, Ісидора, Фалалея, Дометія, Кирика, Андріана, Елеазара (Маккавеїв), Аіфала, Аммуна, Еводія, Єрмогена, Воніфатія, Маманта, Назарія, Гервасія, Протасія, Кельсія, Ареф'єв, Нестора, Міни, Платона, Євстратія, Авксентія, Євгенія, Мардарій і Ореста; десяти мучеників Критських, Сорока мучеників Севастійських, а також Литовських мучеників: Антонія, Івана та Євстафія, преподобномучеників Анастасії Перської, Нікона, Стефана Нового;
- святих великомучениць: Катерини, Варвари, Анастасії Узорешительниці, Євфимії Всехвальної, Параскеви, Марини; преподобномучениці Параскеви;
- святих мучениць: Фотинії Самарянки, Мінодори, Мітродори, Німфодори, Софії Домни, Каллісто, Каріаки, Агафії, Тетяни, Василіси;
- новомучеників: Димитрія, Марка Хиосськом, Полідора, Константа, Якова Афонського, Пахомія Афонського, Нектарія Афонського, три розділи святих преподобномучеників Афонських: Євфимія, Ігнатія і Акакія; — св. безсрібників: Косьми, Даміана, Кира та Івана,
- преподобних: Феодосія великого, Хатітона сповідника, Іоанн Кущника, Георгія Хозевіта, Ісакія Далматський, Діонісія Олімпійського, Теодора Студита, Парфенія Лампсайского; Симеона Стовпника, Феоктиста, Андрія Критського, Сампсона Мандрівноприїмця, Пафнутія, Якова, Василя Нового, Петра Афонського, Агафангела, Акакія Кавсокалівского, Євдокима Ватопедського, Михайла Сінадского, Германа Валаамского, Олександра Свирського, Давида Гареджійского, Ніла Афонського, Макарія нового, Герасима нового, Павла Латрского, Гедеона Афонського; Матрони Солунський, Макрін, Пелагії, Феоктист, Меланії та Івана нової (російської).

Чудотворні ікони: Ікона Матері Божої, що іменується «Єрусалимською», над царськими воротами, ікона святого Предтечі і Хрестителя Господнього Іоанна; стародавня ікона святого великомученика і цілителя Пантелеймона й ікона святого священномученика Харалампія.

### Інші храми
Третій храм освячений в ім'я святителя Митрофана Воронезького чудотворця, а також
діє паракліс, або менший храм Успіння Пресвятої Богородиці. Крім цих храмів діють паракліси: Вознесіння Господнього; Різдва Пресвятої Богородиці; Введення в храм Божої Матері;
Св. Архангелів; Усікновення глави святого Іоанна Предтечі Господнього; Богоотця Іоакима та Анни та святого Йосифа Обручника; святого священномученика Харалампія; святого Миколая чудотворця; святого великомученика Димитрія Солунського; святих Костянтина і Олени; святого Сави Освяченого; святих великих князів — Рівноапостольного Володимира та Олександра Невського; преподобного Сергія Радонезького чудотворця; преподобного Герасима Йорданського і Ієроніма Стрідонського;
на честь всіх Святих Афонських (при братській лікарні).
Поблизу монастиря знаходиться так звана гробниця, з церквою в ім'я апостолів Петра і Павла, де поховані ченці монастиря. Недалеко від неї церква Святого Апостола і Євангеліста Іоанна Богослова. Поблизу неї в новому великому корпусі церква Преображення Господнього, де користуються лікуванням хворі ченці-келіоти і пустельники, а також миряни. Там же ще два паракліси: Божої Матері «Скоропослушниці» і Святих Іоанна Златоустого і Макарія Великого. Останнім часом збудовані та освячені дві церкви в одному корпусі: в ім'я Святителів Петра, Олексія, Іони і Филипа та в ім'я святого Архангела Рафаїла.
Поза монастирем на різних місцях монастирської землі, скитах, метохії і при пустельницьких келіях є ще 36 церков.

## Ігумени
- Савва (1803 — 14 квітня 1821) грек
- Герасим (1821 — 10 травня 1875) грек
- Макарій (Сушкін) (1875 — 1889)
- Андрій (Верйовкін) (1889 — †12 листопада 1903)
- Ніфонт (Четверіков) (1903 — †24 жовтня 1905)
- Мисаїл (Сопегін) (листопад 1905 — 31 травня 1909)
- Якинф (Кузнецов) (31 травня 1909 — 16 січня 1927)
- Юстин (Соломатін) (1 квітня 1940 — †17 серпня 1958)
- Юліан (Сорокін) (1958 — 18 січня 1971)
- Гавриїл (Легач) (26 квітня 1971 — 4 липня 1975)
- Авель (Македонов) (11 липня 1975 — 1979)
- Єремія (Алйохін) (липень 1979 - †4 серпня 2016)
- Євлогій (Іванов) (з 2 жовтня 2016)